# Henry Charles Beck
Henry Charles Beck (Londres, 4 de juny de 1902 - Southampton, 18 de setembre de 1974), conegut com a Harry Beck, fou un enginyer conegut per la creació de l'actual mapa del metro de Londres el 1931. Beck va dibuixar un esquema mentre treballava com enginyer al metro de Londres. LUL (London Underground Limited, l'operadora de la xarxa) al principi fou escèptica per la proposta radical de Beck, però finalment fou introduït de forma temptativa el 1933. Immediatament va esdevenir popular i LUL va adoptar la tipologia del mapa.
Actualment Transport for London continua utilitzant el disseny del mapa de Beck per a la realització de l'actual mapa del metro i altres sistemes del món també han adoptat el concepte.